# Wolfgang Große Brömer

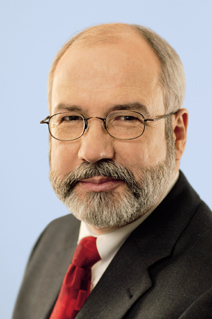
Wolfgang Große Brömer

Wolfgang Wilhelm Josef Große Brömer (* 23. Mai 1952 in Oberhausen) ist ein deutscher Politiker der SPD und ehemaliger Abgeordneter im Landtag Nordrhein-Westfalen.

## Leben und berufliche Karriere
Große Brömer wuchs in einer konservativ geprägten katholischen Familie auf. Sein Großvater war für die CDU Bürgermeister in Oberhausen.  
Im Jahr 1971 machte Große Brömer sein Abitur am Heinrich-Heine-Gymnasium. Danach studierte er bis 1974 Mathematik, Geschichte/Politik und Wirtschaftswissenschaften für das Lehramt an Grund- und Hauptschulen an der Universität Duisburg.
Das erste Staatsexamen legte er im Jahr 1974 und das zweite Staatsexamen 1976 ab. In dieser Zeit machte Große Brömer sein Referendariat in Dinslaken.
In den Jahren 1976 bis 1981 war er Lehrer an der Hauptschule Sterkrade-Mitte, von 1981 bis 1988 an der Heinrich-Böll-Gesamtschule in Oberhausen und von 1991 bis 2000 war Große Brömer Leiter der Gesamtschule Alt-Oberhausen, nachdem er dort schon in den Jahren 1988 bis 1991 als Stellvertretender Leiter wirkte.

## Politischer Werdegang
Im Jahr 1972 trat Große Brömer in die SPD ein und war von 1977 bis 1984 Mitglied im Vorstand der Oberhausener Jusos sowie in den Jahren 1978 bis 1984 Vorsitzender der Oberhausener Sozialistischen Jugend Deutschlands – Die Falken.
Seit 1975 ist er Mitglied der Gewerkschaft Erziehung und Wissenschaft (GEW), seit 1987 im Vorstand des SPD-Ortsvereins Osterfeld und seit 1989 im Vorstand des SPD-Unterbezirks Oberhausen sowie Mitglied im Rat der Stadt Oberhausen.
Große Brömer war von 1994 bis 2001 stellvertretender Vorsitzender der SPD-Ratsfraktion Oberhausen und ist seit dem 16. Dezember 2001 deren Vorsitzender. Außerdem war er seit dem 20. März 2006 Vorsitzender des SPD-Unterbezirks Oberhausen. Im Jahr 2012 gab er dieses Amt an Michael Groschek ab.

## Abgeordneter
Am 1. Juni 2000 wurde Große Brömer mit 57,8 % der Stimmen im Wahlkreis 72 – Oberhausen II gewählt und ist seitdem Abgeordneter des Landtags von Nordrhein-Westfalen. Am 22. Mai 2005 wurde er für den neugeschaffenen Wahlkreis 55 – Oberhausen I in den Landtag gewählt. Bei der Landtagswahl in Nordrhein-Westfalen 2010 wurde er mit 52,7 %, bei der Wahl 2012 mit 54,9 % der Erststimmen bestätigt. Große Brömer war unter anderem Vorsitzender des Schulausschusses. Bei der Wahl 2017 trat er nicht mehr an.

## Privates
Große Brömer ist verheiratet und hat drei Töchter.